# Гвинейско-ивуарийские отношения
Гвинейско-ивуарийские отношения — двусторонние дипломатические отношения между Гвинеей и Кот-д’Ивуаром. Протяжённость государственной границы между странами составляет 816 км.

## История
Франция начала вести переговоры с вождями современного ивуарийского побережья в 1840-х годах, тем самым установив протекторат, который позже стал колонией Берег Слоновой Кости в 1893 году. Франция также аннексировала побережье современной Гвинеи в конце XIX века в качестве колонии Ривьер-дю-Сюд. Территория была переименована во Французскую Гвинею в 1894 году и позже была включена в состав Французской Западной Африки вместе с Кот-д'Ивуаром. Граница между двумя странами была определена колониальной администрацией 17 октября 1899 года, с более подробным делением 21 июня 1911 года.
По мере роста движения за деколонизацию в период после окончания Второй мировой войны Франция постепенно предоставляла больше политических прав и свобод своим африканским колониям к югу от Сахары, что привело к широкой внутренней автономии Французской Западной Африке в 1958 году в рамках Французского сообщества.
Гвинея и Кот-д’Ивуар — соседние бывшие французские колонии в Западной Африке. Обе страны обрели независимость примерно в одно и то же время — Гвинея в 1958 году и Кот-д’Ивуар в 1960 году. Контраст в последующих экономических показателях этих двух стран поразителен: валовой внутренний продукт Кот-д’Ивуара в реальном выражении рос в годовом исчислении примерно на 8 %, а в экономике Гвинеи наблюдался застой.
Отмечены случаи того, что гвинейские женщины и девушки подвергаются домашнему рабству и их продают в целях сексуальной эксплуатации в Нигерию, Кот-д’Ивуар, Бенин, Сенегал, Грецию и Испанию.

## Торговля
В 2017 году экспорт Гвинеи в Кот-д’Ивуара составил сумму 12,54 млн долларов США. В 2019 году экспорт Кот-д’Ивуара в Гвинею составил сумму 51,17 млн долларов США.

## Дипломатические представительства
- Гвинея имеет посольство в Абиджане[9].
- Кот-д’Ивуар имеет посольство в Конакри[10].